# Marko Koers
Marko Koers (Países Bajos, 3 de noviembre de 1972) es un atleta neerlandés retirado especializado en la prueba de 800 m, en la que consiguió ser subcampeón europeo en pista cubierta en 1998.

## Carrera deportiva
En el Campeonato Europeo de Atletismo en Pista Cubierta de 1998 ganó la medalla de plata en los 800 metros, con un tiempo de 1:47.20 segundos, tras el alemán Nils Schumann y por delante del noruego Vebjørn Rodal.